# 山莨菪属
山莨菪属（学名：Anisodus）是茄科下的一个属。该属共有4种，分布于尼泊尔、不丹至印度东北部。

## 物种
本属包括以下物种：
- 三分三 Anisodus acutangulus
- 赛莨菪 Anisodus carniolicoides
- 铃铛子 Anisodus luridus
- 山莨菪 Anisodus tanguticus